# 네덜란드 U-18 축구 국가대표팀
네덜란드 U-18 축구 국가대표팀(네덜란드어: Nederlands voetbalelftal onder 18)은 네덜란드을 대표하는 18세 이하의 축구 국가대표팀으로, 네덜란드의 축구 관리 기관인 독일 축구 연맹의 관리를 받는다